# (7324) Carret
(7324) Carret (1981 BC) – planetoida z pasa głównego asteroid okrążająca Słońce w ciągu 3,77 lat w średniej odległości 2,42 j.a. Odkryta 31 stycznia 1981 roku.